# 猪熊純
猪熊 純（いのくま じゅん、1977年（昭和52年） - ）は、日本の若手建築家。成瀬・猪熊建築設計事務所パートナー。1977年生まれ。2004年東京大学大学院修士課程修了。千葉学建築計画事務所を経て、2007年成瀬・猪熊建築設計事務所共同設立。2008年より首都大学東京助教、2021年より芝浦工業大学准教授、2024年より芝浦工業大学教授。編著書に『シェアをデザインする』『シェア空間の設計手法』等。

## 概要
イノベーションセンター、シェアハウス、アートスペース、店舗などの設計を、シェアの切り口から行っている。

## 略歴
- 1977年 神奈川県生まれ
- 2002　　　Completed the Bachelor Course, the University of Tokyo 　 東京大学工学部建築学科卒業
- 2004　　　Completed the Master Course, the University of Tokyo 　 東京大学大学院工学系研究科建築学専攻　修士課程修了
- 2004〜06　Worked at CHIBA MANABU ARCHITECTS 　 千葉学建築計画事務所勤務
- 2007　　　Co-established NARUSE INOKUMA ARCHITECTS 　 成瀬・猪熊建築設計事務所共同設立
- 2008〜20　Assistant Professor at Tokyo Metropolitan University 　 首都大学東京助教
- 2014　　　Part-Time Teacher at Meiji University 　 明治大学非常勤講師
- 2014〜16　Part-Time Teacher at Kanagawa University 　 神奈川大学非常勤講師
- 2015〜17　Part-Time Teacher at Tohoku University 　 東北大学非常勤講師
- 2016　　　Part-Time Teacher at Shibaura Institute of Technology 　 芝浦工業大学非常勤講師
- 2016〜18　Part-Time Teacher at Aichi University of Art 　 愛知県立芸術大学非常勤講師
- 2018〜21　A judge at GOOD DESIGN AWARD 　 グッドデザイン賞審査委員
- 2020〜21　Assistant Professor at Tokyo Metropolitan University 　 東京都立大学助教
- 2021〜23　　Associate Professor at Shibaura Institute of Technology 　 芝浦工業大学准教授
- 2024〜　　Professor at Shibaura Institute of Technology 　 芝浦工業大学教授

## 建築・内装設計
- 2024  高円寺のオフィス,オフィス内装　設計・監理,153.16 ㎡（延床面積）,2024.8
- 2023   meet tree 銀座,店舗内装　設計・監理,87.92㎡（計画面積）,2023.12   JINSイオンモール各務原店,店舗内装　デザイン監修,175.4㎡（計画面積）, 2023.10   旧軽井沢倶楽部の別荘, 戸建住宅新築 設計・監理,122.39㎡（延床面積）, 2023.9, 長野県軽井沢   ジオエント西宮北口, 賃貸住宅 デザイン企画・デザイン監修, 約15,000㎡（延床面積）, 2023.9, 兵庫県西宮市   Social Base HIGASHINAKANO, 社員寮・社宅リノベーション（寄宿舎・シェアハウス）設計・監理,2518.5㎡（延床面積）, 2023.3.17, 東京都中野区
- 2022   昭和電工マテリアルズ山崎事業所(勝田)計画,オフィス,設計・デザイン監修,2777.07㎡(延床面積),2022.12,茨城県ひたちなか市   東急ハーベストクラブ浜名湖 リノベーション計画,ホテル内装,設計・監理,572㎡(計画面積),2022.9,静岡県浜松市   芝浦工業大学豊洲キャンパス 校友会館整備工事大学,内装設計(基本)・デザイン監修,623.59㎡(延床面積),2022,09,東京都江東区   お宿Onn 中津川,ホテル 設計・監理,2751.07㎡（延床面積）,2022.9,岐阜県中津川市   お宿Onn 湯田温泉,ホテル デザイン監修,3842.41㎡（延床面積）,2022.7.山口県山口市   SODA UP NAGOYA,店舗 内装設計・監理,105㎡（計画面積）,2022,1,愛知県名古屋市
- 2021   meet tree NAKATSUGAWA, 店舗新築 設計・監理, 98.41㎡（延床面積）, 2021.2, 岐阜県中津川市   ブランズシティ調布, マンション デザイン監修, 25058.02㎡（延床面積）, 2021.1, 東京都調布市
- 2020   02/HM, 共同住宅・テナント, 設計・監理, 955.04m2（延床面積）, 2020.10 ,愛知県名古屋市   DENSO Global R&D Tokyo Haneda, 自動車整備工場・オフィス 内装設計・管理, 1746㎡(計画面積), 2020.5.31, 東京都大田区   東急ハーヴェストクラブ天城高原,ホテル客室共用部内装 リノベーション 企画・設計・管理, 286㎡(計画面積), 2020.4.25, 静岡県伊豆市
- 2019   座間市立市民交流プラザ「プラッとざま」, 市民交流施設・カフェ 内装設計・監理, 351.64㎡（計画面積）, 2019.12.1, 神奈川県座間市   OPEN CAVE,戸建住宅新築 設計・監理, 120.66㎡（延床面積）, 2019.8,東京都杉並区   9h nine hours 中洲川端駅, カプセルホテル内装 設計・監理, 868.021㎡（計画面積）, 2019.8.9, 福岡県福岡市   リエットガーデン三鷹（アールリエット三鷹・シェアプレイス三鷹）, 社員寮・社宅リノベーション（共同住宅・シェアハウス）基本設計・デザイン監修, 4463.06㎡（延床面積）, 2019.6.20, 東京都三鷹市   9h nine hours なんば駅, カプセルホテル内装 設計・監理, 994.67㎡（計画面積）, 2019.4.26, 大阪府大阪市   さかのうえ ふれあいえん 国分寺駅前, 企業主導型保育園内装 設計・監理, 215.75㎡（計画面積）, 2019.3.31, 東京都国分寺市   Dance of light, 鉄道駅リノベーション 設計・監理, 2722.02㎡（計画面積）, 2019.03.14, 韓国・ソウル市   みしま未来研究所, 事務所・集会場・飲食店・物販店舗リノベーション 設計・監理, 351.21㎡（延床面積）, 2019.1.12, 静岡県三島市   リビオタワー小田急相模原（商業・公益棟、住宅棟）, 共同住宅・店舗・集会所・保育所・事務所 デザイン監修, 約16,500㎡（延床面積）, 2019.1, 神奈川県座間市
- 2018   高尾山スミカ　物販店舗・飲食店リノベーション 設計・監理, 357.45㎡（延床面積）, 2018.3.31, 東京都八王子市   リノア目黒大橋, マンション一棟リノベーション　デザイン監修（共用部）　設計・監理（モデルルーム）, 1112.01㎡（延床面積） , 2018.3.9, 東京都目黒区
- 2017   渋谷キャスト, コレクティブフロア内装 デザイン監修, 約1185㎡(計画面積), 2017.4.28, 渋谷   キュープラザ二子玉川, 商環境デザイン, 2521.15㎡（延床面積）, 2017.4.14, 二子玉川   天川村南日裏定住促進住宅, 戸建て団地の新築およびランドスケープ 設計・監理, 81.15㎡/戸×3住戸（延床面積）, 2017.3.27, 奈良県天川村   坂の上テラス, コーポラティブハウス新築 設計・監理, 734㎡（延床面積）, 2017.3.25, 神楽坂   株式会社デンソー名古屋オフィス, 共創スペースおよびオフィス内装 設計・監理, 1999,26㎡（計画面積）, 2017.3.22, 名古屋   エクセルイン名古屋熱田, ホテル客室共用部内装 設計・監理, 320.75㎡（計画面積）, 2017.3.20, 名古屋
- 2016   経堂のカフェ併用住宅, 店舗併用住宅リノベーション 設計・監理, 101.13㎡（延床面積）, 2016.4.2 世田谷   豊島八百万ラボ, アートスペースリノベーション 設計・監理, 64.05㎡（延床面積）, 2016.3.16, 豊島甲生   エクセルイン名古屋熱田, ホテルロビー内装 設計・監理,280.36㎡（計画面積）, 2016.2.14, 名古屋   山野楽器西武池袋店,店舗内装 設計・監理,231.0㎡（計画面積）,2016.2.5,池袋
- 2015   三省堂書店池袋本店,店舗内装 デザイン監修,3115.27㎡（計画面積）,2015.12.6,池袋   西武池袋本店 別館・書籍館パブリックスペース,店舗内装 設計・監理,1096.30㎡（計画面積）,2015.12.6,池袋   駒込あおい薬局,店舗内装 設計・監理,57.6㎡（計画面積）,2015.12.1,駒込   ピュアハート溝の口,撮影スタジオ内装 設計・監理,123.2㎡（計画面積）,2015.5.30,川崎   FabCafe Tokyo 拡張計画,カフェ内装 設計・監理,175.40㎡ (計画面積),2015.8.5,渋谷   FULLER株式会社オフィス,オフィス内装 設計・監理,163.22㎡（計画面積）,2015.5.9, 柏   GLS JAPAN OFFICE,オフィス内装 設計・監理,837.22㎡（計画面積）,2015.4.7, 東京   Garden Terrace 鷹の台, シェアハウスリノベーション 設計・監理,1518㎡（計画面積）,2015.3.31, 東京   M邸, マンション内装 設計・監理,78.05㎡（計画面積）,2015.3.28, 東京   大槌コミュニティプレイス,集会場新築 設計・監理,99.37㎡（延床面積）,2015.2.25,大槌町   板橋の立体住居, 戸建住宅新築 設計・監理,198.60㎡（延床面積）,2015.2.12,東京   KOIL ガレージ,イノベーションセンター内装 設計・監理,444.31㎡（計画面積）,2015.1.28,柏
- 2014   スプリットハウス, 戸建住宅新築 設計・監理,105.25㎡（延床面積）,2014.10.27,東京   りくカフェ本設, コミュニティカフェ新築 設計・監理,71.03㎡（延床面積）,2014.9.24,陸前高田   KOIL 柏の葉オープンイノベーションラボ,イノベーションセンター内装 設計・監理,2576㎡（計画面積）,2014.4,柏
- 2013   skyroom,マンション内装 設計・監理,75.33㎡（計画面積）,2013.8,横浜   GARDEN HOUSE,戸建住宅新築 設計・監理,180.52㎡（延床面積）,2013.7.25,神奈川   LT城西,シェアハウス新築 設計・監理,321.59㎡（延床面積）,2013.6,名古屋
- 2012   THE SCAPE®,シェアタイプSOHO内装 設計・監理,1123.84㎡（計画面積）,2012.3.24,渋谷   FabCafe,カフェ内装 設計・監理,90.38㎡（計画面積）,2012.3.7,渋谷   りくカフェ,仮設コミュニティカフェ新築 設計・監理,34.76㎡（延床面積）,2012.1.9,陸前高田
- 2011   世田谷フラット,マンション内装 設計・監理,95.55㎡（計画面積）,2011.3,世田谷
- 2007   far-out beyond,内装 設計・監理,2007,株式会社ワールド,恵比寿ガーデンプレイス
- 2006   ROOM101,マンション内装 設計・監理,72㎡（述床面積）,2006.8,神宮前   白馬の別荘,2006,白馬,長野

## 受賞
- 2024  JAPAN WOOD DESIGN AWARD 2024, ウッドデザイン賞 奨励賞（審査委委員長賞）, meet tree GINZA, 2024.11   KUKAN DESIGN AWARD 2024, SHORT LILST 入賞, meet tree GINZA, 2024.9
- 2023   AACA賞2023 優秀賞,お宿 Onn 中津川
- 2021   GOOD DESIGN AWARD 〜2021,グッドデザイン賞 グッドデザイン・ベスト100,リエットガーデン三鷹   JAPAN WOOD DESIGN AWARD 2021,ウッドデザイン賞2021,meettree NAKATSUGAWA
- 2020   日本空間デザイン賞 2020,9h nine hours 中洲川端駅   GOOD DESIGN AWARD 2020,グッドデザイン賞,ダンスオブライト   FRAME AWARD 2020 GOVERNMENTAL INTERIOR OF THE YEAR NOMINEE, Dance of light
- 2019   大韓民国公共デザイン大賞 国務総理賞, Dance of light   日本空間デザイン賞　銅賞,9h nine hours なんば駅
- 2018   Noksapyeong Station Project-International Nominating Invitation Contest for the Main Hall “The Shape of Light”　Winner,Dance of light
- 2016   JCDデザインアワード 銀賞, 西武池袋本店 別館・書籍館パブリックスペース   第15回ヴェネチア・ビエンナーレ国際建築展 特別表彰   LIXIL「”キッチンで暮らす”施工事例コンテスト」審査員特別賞・谷尻誠賞, スプリットハウス
- 2015   GOOD DESIGN AWARD 2015,グッドデザイン賞,りくカフェ本設   GOOD DESIGN AWARD 2015,グッドデザイン賞,KOIL 柏の葉オープンイノベーションラボイノベーションフロア   JID AWARD 2015 大賞,KOIL 柏の葉オープンイノベーションラボイノベーションフロア   TANITA GALVA コンテスト 優秀賞,板橋の立体住居/特別賞,りくカフェ本設   日本建築学会作品選集 新人賞,LT城西
- 2014   2014 Best of Asia Pacific Design Awards Winning Projects 最優秀賞, KOIL 柏の葉オープンイノベーションラボ   JIA東海住宅建築賞2014 優秀賞,LT城西   JCDデザインアワード 銀賞 浅子賞, KOIL 柏の葉オープンイノベーションラボ   A+Award 入賞,LT城西  Design for Asia Awards2014 銅賞, KOIL 柏の葉オープンイノベーションラボ
- 2013   第8回日本ファシリティマネジメント大賞（JFMA賞）特別賞,りくカフェ
- 2012   グッドデザイン賞, MOCCA HUT   モダンリビング大賞 ベスト6, 世田谷フラット   首都大学東京リーディング・サイエンティスト賞,猪熊純
- 2009   INTERNATIONAL ARCHITECTURE AWARDS 2009, ひとへやの森   DESIGN FOR ASIA AWARDS 2009 Merit Recognition, ひとへやの森
- 2008   天童木工デザインコンクール2008　入選   Colors Designer International Competition　Special Mentions
- 2007   第5回SUSアルミニウムアワード大賞   グッドデザイン賞2007 ROOM101  鎌倉市常盤住宅設計競技「良質な都市のストックとしての住宅」 審査員特別賞   WORLD Space Creators Awards 大賞
- 2006   エイブル デザインプレミオ最優秀賞   ９坪ハウスコンペ優秀賞
- 2005   コイズミ国際学生照明デザインコンペ 佳作
- 2004   TEPCOインターカレッジデザイン選手権 優秀賞   TEPCOインターカレッジデザイン選手権 佳作
- 2003   アテネ Design of Ephemeral Structures 国際設計競技 入賞
- 2002   日本建築士会連合懸賞設計競技 佳作
- 2001   建築学生設計大賞 大賞

## 展示会・インスタレーション
2019
グッドデザイン賞受賞展 『GOOD DESIGN EXHIBITION 2019』, 2019.10.31〜11.4, 東京ミッドタウン, 六本木
Shenzhen Creative Week & the 34th Shenzhen International Furniture Exhibition 2019.3.19〜22, 中国深圳
2018
建築の日本展：その遺伝子のもたらすもの 2018,4,25〜9.17, 森美術館, 六本木
「en[縁]：アート・オブ・ネクサス――第15回ヴェネチア・ビエンナーレ国際建築展日本館帰国展」 2018.1.24.～3.18, TOTO ギャラリー・間, 乃木坂
2017
紙のかたち展２ ふわふわ、ごろごろ、じわじわ　2017.10.6〜12.1, 猪熊純, 竹尾 見本帖本店2, 世田谷 神田
『そこまでやるか』壮大なプロジェクト展 2017.6.23.〜101, 21_21 DESIGN SIGHT, 六本木
Together! The New Architecture of the Collective Vitra Design Museum 2017.6.3〜9.10, ヴァイル・アム・ライン
2016
第15回ヴェネチア・ビエンナーレ国際建築展 日本館 2016.5.28〜11.27, ヴェネチア
瀬戸内国際芸術祭 豊島八百万ラボ,2016.3.20〜, 豊島・甲生
瀬戸内国際芸術祭2016 開幕直前展 2016.2.17~2.29, 渋谷ヒカリエ8/,渋谷
2015
GA JAPAN 2015「PLOT 設計のプロセス展」2015.11.21-2016.2.14,GAギャラリー,千駄ヶ谷
3.11以後の建築2015.11.7～2016.1.31,水戸芸術館現代芸術ギャラリー,水戸
「HOW to GO」vol.02,2015.5.1～7.2,MUJI to GO KITTE丸の内,丸の内
JUTAKU Timeline　エレメントからみる住宅の可能性,2015.1.8～2.10,OZONEギャラリー,新宿
2014
ジャパン・アーキテクツ3.11以後の建築,2014.11.1～2015.5.10, 金沢21世紀美術館,金沢
Life Space UX Exhibition 展示会場,2014.3.19～4.13,ソニービル8F,銀座
2013
アーキテクト and / vs アーバニスト展,2013.10.2～14,建築博物館ギャラリー,田町
AGC studio Exhibition No.08 これからの社会を予見させる建築模型展 「新しい建築の楽しさ2013」展,2013.7.30～9.7,AGCstudio,銀座
新スケープ　建築展,2013.4.17～4.28,渋谷
HOUSE VISION 2013 TOKYO EXHIBITION,2013.3.2～24,青海
2012
現代建築日韓交流展「同じ家、違う家」,2012.11.16～12.09,トータルギャラリー,ソウル
TOKYO DESIGNERS WEEK 2012 建築模型展,2012.10.30～11.05,明治神宮外苑
くらし中心～「かたがみ」から始まる part1 家具のかたがみ,2012.10.26～11.18,ATELIER MUJI,有楽町
建築的思考のパラダイム-アーキテクチャーの現在系,2012.10.21～11.25,旧東京電機大学11号館,神田
JA86新世代建築家からの提起,2012.7.25～8.5,ヒカリエ,渋谷
2011
カーサ ラウンジ～若手建築家の考える未来都市：3・11を越えて,2011.10.27～11.8,森美術館,六本木
DESIGNTIDE TOKYO,2011.10.29～11.3,東京ミッドタウン・ホール他都内各所
TOKYO2050,2011.9.24～10.2（首都大チーム）横浜トリエンナーレ特別連携企画「新・港村」U35部門,展覧会,新・港村,横浜市
meet my project,2011.1.21～25,パリ,フランス
2010
TOKYO DESIGNERS WEEK 2010,2010.10.29～11.3,明治神宮外苑
集まって住む、を考えなおす,2010.09.23～10.05,OZONEギャラリー,新宿
Hiroshima 2020 Design Charrette,2010.07.24～08.09,建築会館ギャラリー,東京
Hiroshima 2020 Design Charrette,2010.07.24～08.09,紙屋町シャレオ西通り,広島
地球マテリアル会議,2010.05.19～06.07,日本科学未来館,お台場
デザイナーズ集合住宅の過去・現在・未来展,2010.3.10～20,NSビル,新宿
Wind Mark(City Switch Newcastle),2010.2.23～27,ニューカッスル市,オーストラリア
2009
TOKYO DESIGNERS WEEK 2009 100％Professional,2009.10.30～11.3,外苑
Growing from context展,展覧会,2009.8.21～9.23,プリズミックギャラリー,青山
2008
ひとへやの森-インタラクティブな風景展,インスタレーション,2008.11.1～11.4,ヒルサイドウェスト,代官山
2002
Tea Room,ワークショップ,2002,JAPAN2002,トロンハイム市,ノルウェー

## その他
- 学生時代から建築デザイン分野で受賞歴がある。